# Grand Mound
Grand Mound ist eine Kleinstadt mit dem Status „City“ im Clinton County im Osten des US-amerikanischen Bundesstaates Iowa.
Das U.S. Census Bureau hat bei der Volkszählung 2020 eine Einwohnerzahl von 615 ermittelt.

## Geographie
Grand Mound, das Zentrum der Orange Township, liegt auf 41°49′27″ nördlicher Breite und 90°38′53″ westlicher Länge und erstreckt sich über 4,71 km². Der Ort liegt rund 35 km westlich des Mississippi, der die Grenze zu Illinois bildet. Die Grenze zu Wisconsin verläuft rund 85 km nördlich.
Benachbarte Orte von Grand Mound sind Delmar (25,2 km nördlich), DeWitt (9,8 km östlich), Donahue (17,9 km südlich), Dixon (21,5 km südwestlich) und Calamus (11 km westlich).
Die nächstgelegenen größeren Städte sind Dubuque (87,5 km nördlich), Rockford in Illinois (180 km ostnordöstlich), die Quad Cities (42,1 km südwestlich), Iowa City (101 km westsüdwestlich) und Cedar Rapids (95,3 km westnordwestlich).

## Verkehr
Durch das Zentrum von Grand Mound führt in West-Ost-Richtung der U.S. Highway 30. Alle weiteren Straßen sind untergeordnete teils unbefestigte Fahrwege sowie innerörtliche Straßen.
Parallel zum Highway 30 verläuft eine Eisenbahnlinie der Union Pacific Railroad.
Die nächstgelegenen Flugplätze sind der 36,8 km nordnordöstlich gelegene Maquoketa Municipal Airport und der 30,4 km östlich gelegene Clinton Municipal Airport; der nächstgelegene größere Flughafen ist der 54,7 km südsüdöstlich gelegene Quad City International Airport.

## Demografische Daten
Nach der Volkszählung im Jahr 2010 lebten in Grand Mound 642 Menschen in 243 Haushalten. Die Bevölkerungsdichte betrug 136,3 Einwohner pro Quadratkilometer. In den 243 Haushalten lebten statistisch je 2,64 Personen.
Ethnisch betrachtet setzte sich die Bevölkerung zusammen aus 98,9 Prozent Weißen und 0,3 Prozent Asiaten; 0,8 Prozent stammten von zwei oder mehr Ethnien ab. Unabhängig von der ethnischen Zugehörigkeit waren 1,7 Prozent der Bevölkerung spanischer oder lateinamerikanischer Abstammung.
24,1 Prozent der Bevölkerung waren unter 18 Jahre alt, 62,3 Prozent waren zwischen 18 und 64 und 13,6 Prozent waren 65 Jahre oder älter. 49,1 Prozent der Bevölkerung war weiblich.

Das mittlere jährliche Einkommen eines Haushalts lag bei 45.987 USD. Das Pro-Kopf-Einkommen betrug 19.334 USD. 16,6 Prozent der Einwohner lebten unterhalb der Armutsgrenze.